# Bitwa pod Brunanburh
Bitwa pod  Brunanburh (The Battle of Brunanburh) lub po prostu Brunanburh – anglosaski poemat bohaterski opisujący zwycięstwo angielskiego króla Athelstana w 937 roku nad sprzymierzonymi siłami Skandynawów i Szkotów wspomaganych przez Walijczyków. Miejsce rozegrania bitwy jest sporne. Najczęściej sugeruje się teren wokół starego rzymskiego fortu Blatum Bulgium po północno-wschodniej Solway Firth.
Utwór zapisany został przez nieznanego autora w Kronice Anglosaskiej pod rokiem 937, bez jakiegokolwiek komentarza czy informacji. Jest to jeden z nielicznych przekazów w całej poezji staroangielskiej, gdzie w ogóle został odzwierciedlony konflikt anglosasko-celtycki. Uderza w nim specyficzna estetyka okrucieństwa i śmierci.